# 25-я церемония «Грэмми»
25-я церемония вручения премий «Грэмми» состоялась 23 февраля 1983 года в Shrine Auditorium, Лос-Анджелес. Группа Toto получила 6 премий Грэмми. Юбилейную 25-ю церемонию украсило выступление чётырёх знаменитых музыкантов: Рэй Чарльз («What’d I Say»), Каунт Бэйси («One O’Clock Jump»), Джерри Ли Льюис («Whole Lotta Shakin’ Goin’ On») и Литл Ричард («Joy, Joy, Joy»).

## Основная категория
- Запись года
  - Toto за песню «Rosanna»
- Альбом года
  - Toto за альбом Toto IV
- Песня года
  - Johnny Christopher, Mark James & Wayne Carson (авторы) за песню «Always on My Mind» в исполнении кантри-певца Вилли Нельсона
- Лучший новый исполнитель
  - Men at Work (другие номинанты: Asia, Дженнифер Холлидей, Human League, Stray Cats)

## Поп

### Лучшее женское вокальное поп-исполнение
- Melissa Manchester — «You Should Hear How She Talks About You»

### Лучшее мужское вокальное поп-исполнение
- Лайонел Ричи — «Truly»

### Лучшее вокальное поп-исполнение дуэтом или группой
- Джо Кокер & Дженнифер Уорнс — «Up Where We Belong»

## Видео

### Лучшее видео года
- Оливия Ньютон-Джон — «Physical»

## Рок-музыка

### Лучший женский рок-вокал
- Пэт Бенатар — «Shadows of the Night»

### Лучший мужской рок-вокал
- Джон Мелленкамп — «Hurts So Good»

### Лучшее вокальное рок-исполнение дуэтом или группой
- Survivor — «Eye of the Tiger»

## Кантри

### Лучшее женское кантри-исполнение
- Juice Newton — «Break It to Me Gently»

### Лучшее мужское кантри-исполнение
- Вилли Нельсон — «Always on My Mind»

### Лучшее вокальное исполнение кантри дуэтом или группой[англ.]
- Alabama — «Mountain Music»

### Лучшее инструментальное исполнение кантри[англ.]
- Рой Кларк — «Alabama Jubilee»

### Лучшая кантри-песня
- Wayne Carson, Johnny Christopher & Mark James (авторы) — «Always on My Mind» (Вилли Нельсон)

## Блюз

### Лучший альбом традиционного блюза
- Кларенс Браун — Alright Again